# Cribbage
Cribbage er et kortspil, der traditionelt spilles af to spillere, men også kan spilles af tre, fire eller flere. Spillet har flere elementer, herunder gruppering af kort i forskellige kombinationer. Til spillet hører et særligt cribbage-bræt til at holde styr på pointgivningen, den specielle crib, som er en separat hånd, der fungerer som kortgiveren, et unikt pointgivningssystem, hvor man får point for kortkombinationer, der samlet giver 15. Spillet har været betegnet som det "nationale britiske kortspil", og det er det eneste, der lovligt kan spilles på steder, hvor der serveres alkohol (pubber og klubber) uden krav om lokal udstedt tilladelse.

## Regler
Der spillet med et almindeligt spil kort med 52 blade.
Spillet forløber via en række omgange, der hver består af kortgivning, spil og oplægning. Så snart en af spillerne undervejs i forløbet når et på forhånd aftalt pointtal (typisk enten 61 eller 121), slutter spillet med denne spiller som vinder. Dette kan også ske under kortgivningen, hvis startkortet er en knægt.

### Kortgivningen
Spillerne afgør, hvem der starter, ved at tage af fra bunken; den, der trækker det laveste kort, giver kort. Kortgiveren blander kortene og deler fem eller seks kort ud til hver spiller (afhængig af antal spillere; ved to spillere får hver seks kort, ved tre eller fire spillere fem). Når kortene er uddelt, vælger hver spiller fire kort, som han/hun vil beholde; de øvrige lægges på bordet med forsiden nedad i en samlet bunke ("crib"); denne bruges senere af kortgiveren. Nu er situationen, at hver hånd samt cribben indeholder fire kort (der gives ét ekstra kort til cribben, hvis der er tre spillere). Spilleren til venstre for giveren tager af fra den resterende bunke og vender dette om. Det viste kort er startkortet. Hvis kortet er en knægt, får kortgiveren straks to point.

### Spillet
Nu lægger spillerne efter tur ét af sine kort foran sig, idet spilleren samtidig nævner det hidtil samlede værdi af de lagte kort. Dette fortsætter, indtil det ikke er muligt at lægge flere kort, uden den samlede værdi overstiger 31. Billedkort tæller som 10 og esser som 1.
Undervejs kan hver spiller opnå point: 
- Man lægger et kort, så summen bliver præcis 15: 2 point
- Man lægger et kort af samme værdi som det foregående (to ens): 2 point
- Man lægger et kort af samme værdi som de to foregående (tre ens): 6 point (tæller som alle kombinationer af par, dvs. tre par)
- Man lægger et kort af samme værdi som de tre foregående (fire ens): 12 point (seks par)
- Man lægger et kort, så der er tre eller flere kort i rækkefølge (ikke nødvendigvis spillet i rækkefølge): 1 point for hvert kort i rækkefølgen
- Man lægger det sidste kort i en sekvens (inden 31): 1 point (2 point, hvis man ramte præcis 31)

Hvis en spiller ikke kan lægge et kort uden at komme over 31, siger vedkommende "Go", hvorpå næste spille får muligheden. Når der ikke er flere, der kan lægge kort, begyndes der forfra i en ny sekvens fra 0 med spilleren til venstre for den, der lagde sidste kort. Der fortsættes sådan, indtil alle kort er lagt.

### Visning
Når alle kort er lagt på bordet, viser spillerne efter tur deres kort, og der tælles nu point for disse, idet startkortet indregnes (i alt fem kort). Der scores point på følgende vis:
- Alle kombinationer af kort, der giver 15: 2 point for hver
- Alle par: 2 point for hver (tre ens giver tre par, fire ens giver seks par)
- En serie af kort i rækkefølge: 1 point for hvert kort
- En flush på tre eller flere ens farver (startkortet må kun regnes med ved fem ens): 1 point for hvert kort
- Knægten i samme farve som startkortet: 1 point

## Cribbage-brættet
Da der gives point hele tiden, er det upraktisk at skrive disse på papir. I stedet bruges traditionelt et specielt bræt med huller i rækker for hver spiller, hvor man markerer pointene for hver ved hjælp af små pinde ("pegs"), der flyttes, hver gang man scorer point. Man har typisk to pinde per spiller, så man altid flytter den bageste for at undgå, at man mister overblikket undervejs.